# Ludvig & Co
Ludvig & Co, tidigare LRF Konsult, är Sveriges största redovisningsbyrå med cirka 1 300 medarbetare. Med specialister och rådgivare inom ekonomi, juridik, skatter, skog och fastighetsförmedling finns Ludvig & Co för närvarande på cirka 130 orter i hela landet.
Företaget grundades av agronomen Ludvig Nanneson år 1918. År 2018 tog ägaren LRF in riskkapitalbolaget Altor som ny huvudägare med 75 % ägarandel, medan LRF kvarstod med 25 %. I mars 2020 byttes namnet från LRF Konsult till Ludvig & Co, vilket syftar till konsultbolagets grundare.